# رابین شیو
رابین شیو (انگلیسی: Robin Scheu؛ زادهٔ ۱۶ فوریهٔ ۱۹۹۵) بازیکن فوتبال اهل آلمان است.
از باشگاه‌هایی که در آن بازی کرده‌است می‌توان به باشگاه فوتبال اس‌سی فورتونا کلن اشاره کرد.